# Station Tiel

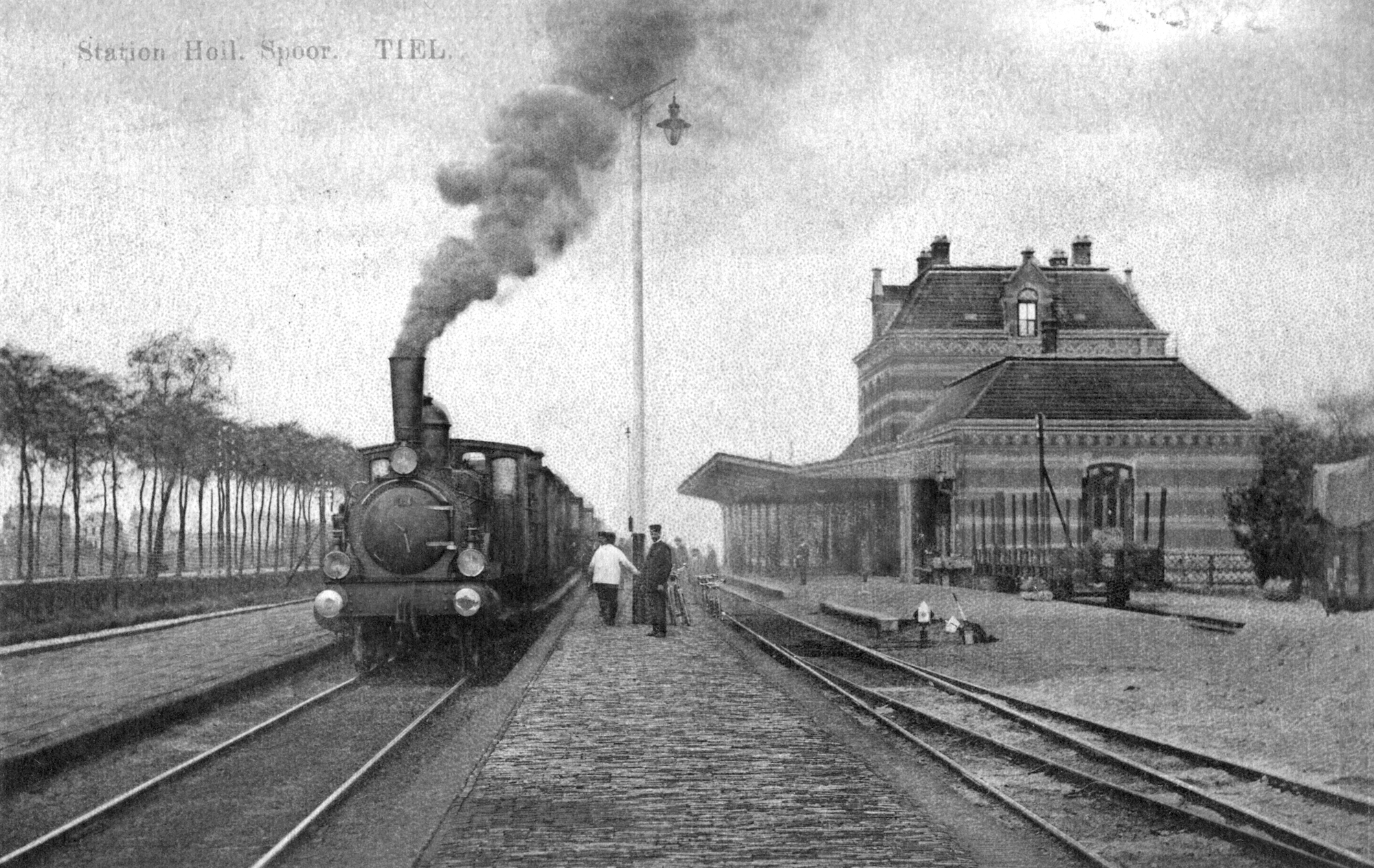
Station Tiel, met een stoomloc uit de serie 74-82, 89-98 en 116-125 van de HSM; circa 1905. Collectie van het Utrechts Archief.

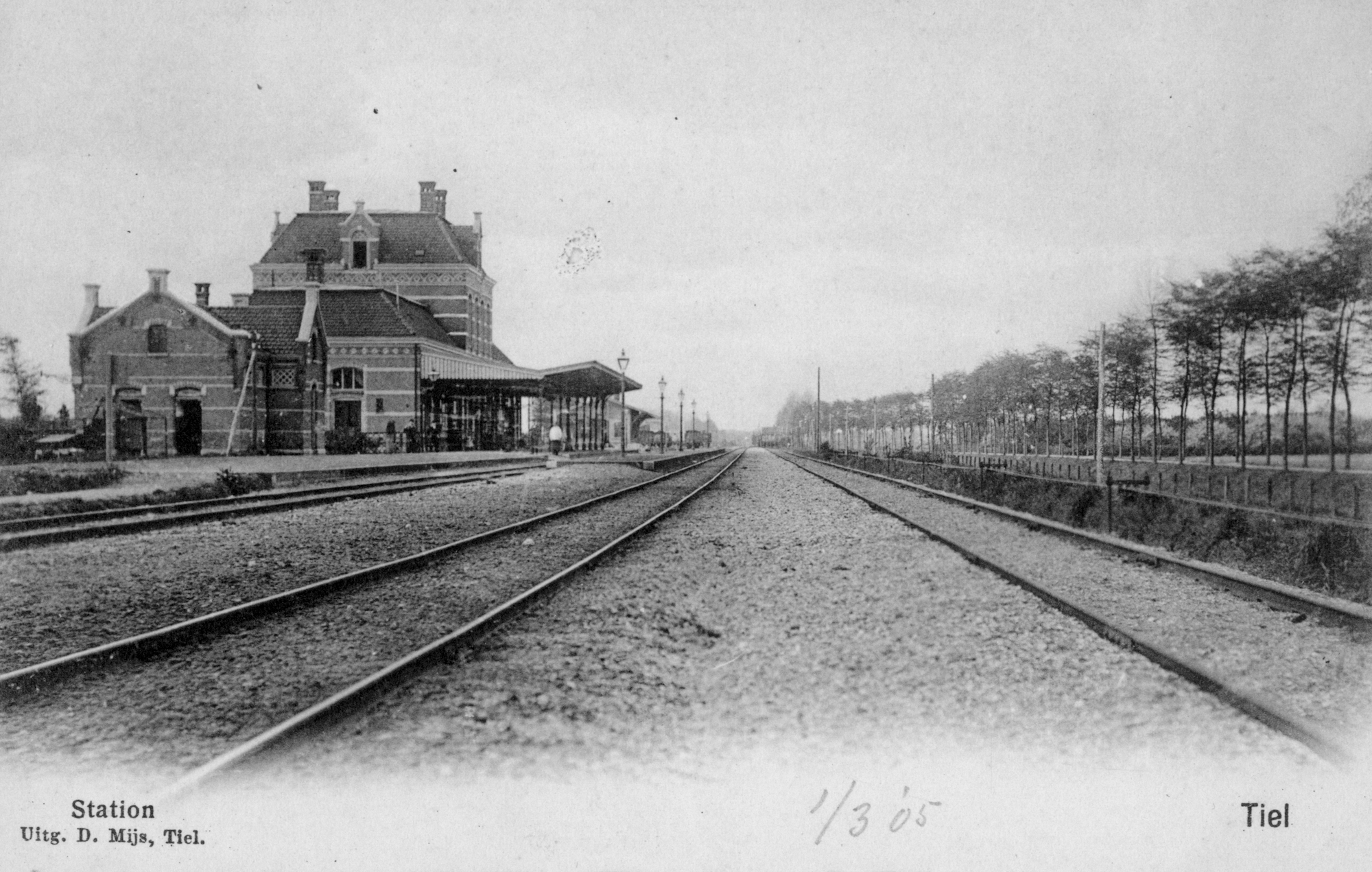
Station Tiel; circa 1900. Collectie van het Utrechts Archief.

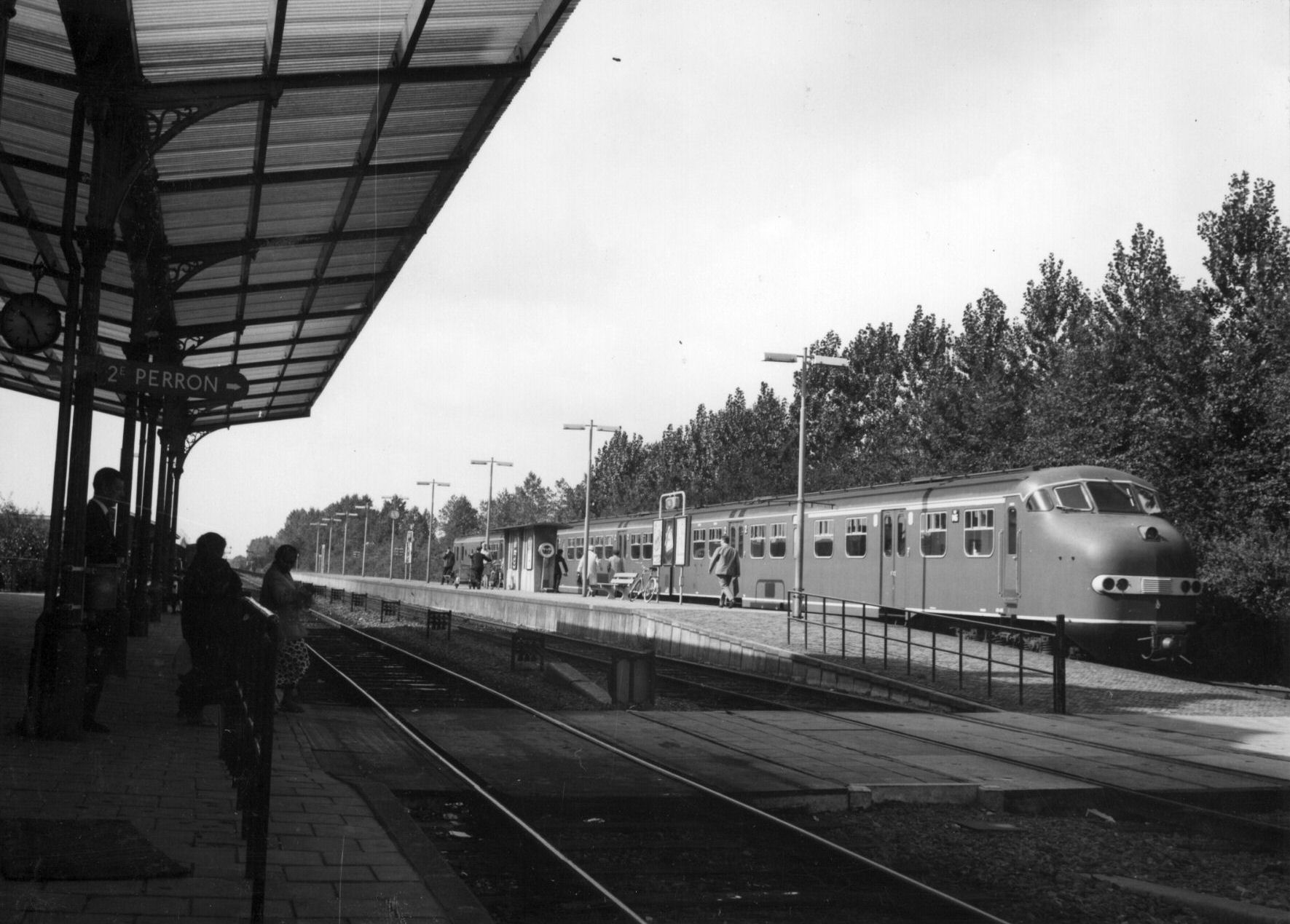
Plan U in Tiel, 1967. Collectie van het Utrechts Archief.

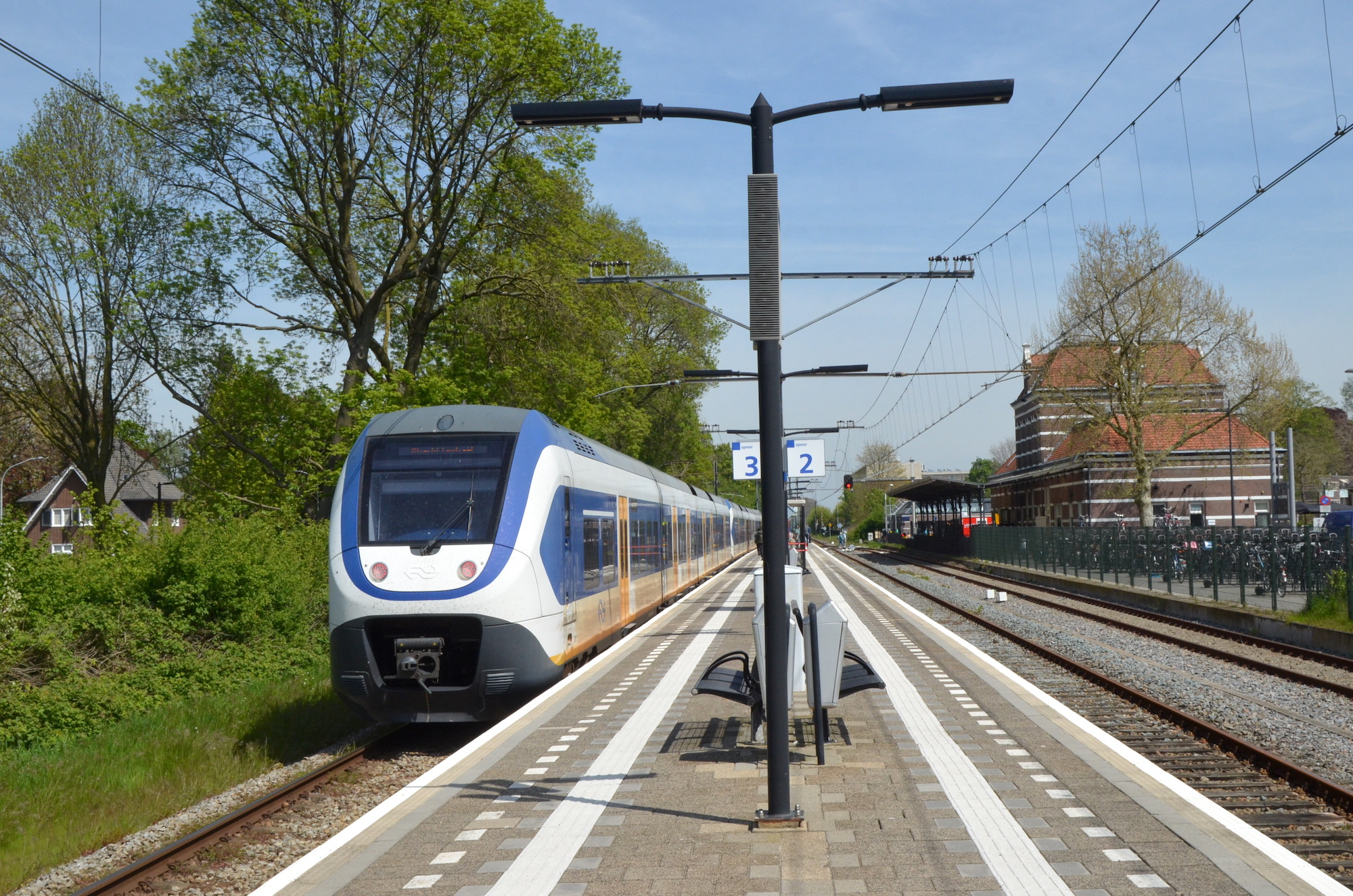
Station Tiel met elektrische trein van NS naar Utrecht.

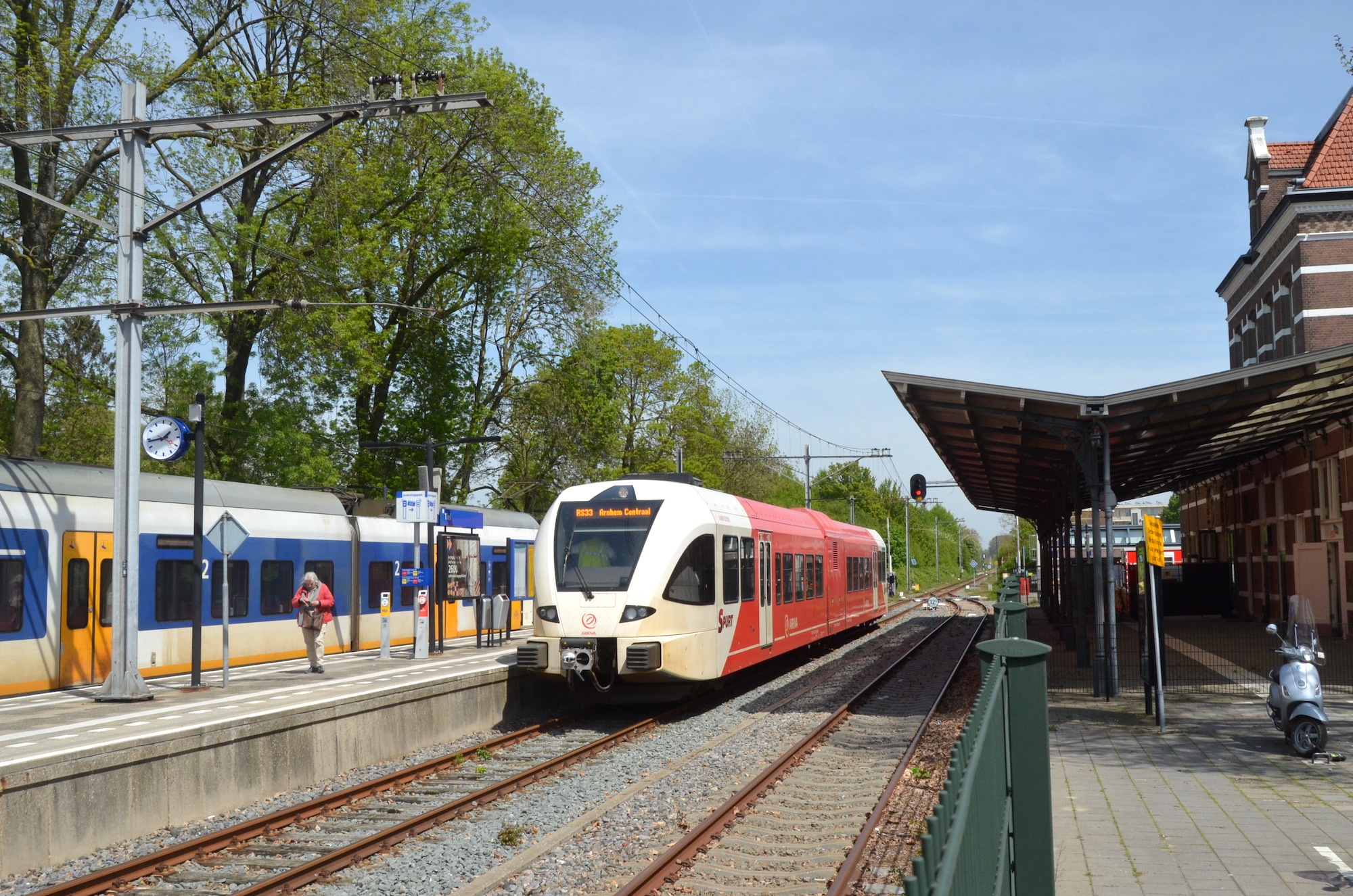
Station Tiel met dieseltrein van Arriva naar Arnhem.

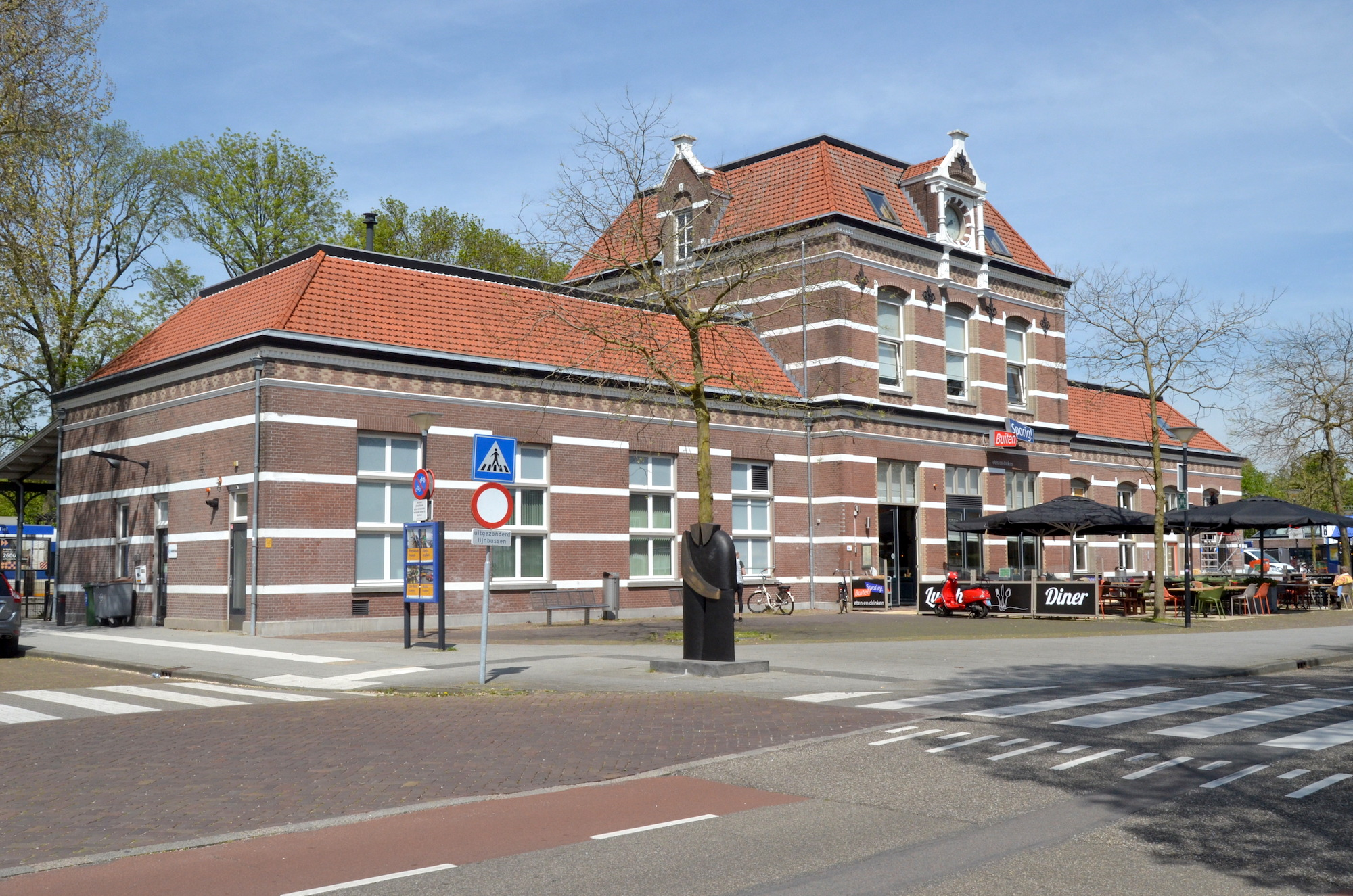
Station Tiel, straatzijde.

Station Tiel ligt in de Betuwse stad Tiel. Het station ligt aan de Betuwelijn. Het station werd geopend op 1 november 1882, tegelijk met het oostelijk deel van de Betuwelijn, van Elst naar Geldermalsen. Het westelijk gedeelte (de huidige MerwedeLingelijn), werd via Gorinchem (1883) naar Dordrecht (1885) aangelegd.
Het stationsontwerp wordt ook wel Standaardtype Sneek genoemd. Dit ontwerp is voor het eerst in Tiel en Gorinchem toegepast. Beide stations zijn gebouwd in 1881, maar station Gorinchem is gesloopt. Van dit type gebouwen zijn er nog drie aanwezig: naast station Tiel ook station Sneek (1883) en station Delfzijl (1884). Delfzijl is in tegenstelling tot de andere twee gebouwen geheel opgetrokken uit bruine baksteen. Het vijfde station van dit type was station Appingedam (1884), maar ook dit is gesloopt.
In de Tweede Wereldoorlog heeft een grote brand de oostelijke vleugel van het gebouw verwoest, waarna deze herbouwd werd. In 1997 zijn zowel loket als stationsrestauratie gesloten. In de voormalige restauratie kwam een Wizzl, in 2004 verbouwd tot een Reizigerskiosk. De lokettenzaal heeft acht jaar leeggestaan, voordat deze werd betrokken door Eethuis Buitensporig, een restaurant uitgebaat door mensen met een verstandelijke en lichamelijke beperking vanuit Zorgboerderij Thedinghsweert. Op het station vindt men biowinkel Bio2Go, die ook vanuit Zorgboerderij Thedingsweert wordt geëxploiteerd. Overige huurders zijn Artstation, dat een klein reepje in de oostelijke vleugel heeft betrokken, de westelijke vleugel wordt in zijn geheel verhuurd aan Arriva, die er een personeelsverblijf heeft gevestigd. Op de bovenverdiepingen bevinden zich zalen. Deze worden verhuurd voor vergaderingen en feesten door Buitensporig.
De voormalige goederenloods is, dankzij sponsoring door DHL, in 2006 in delen afgebroken en in 2007 verplaatst en herbouwd in het Nederlands Openluchtmuseum te Arnhem. In het originele gebouw wordt de geschiedenis van de bekende vervoerder Van Gend & Loos gepresenteerd.

## Omgeving station

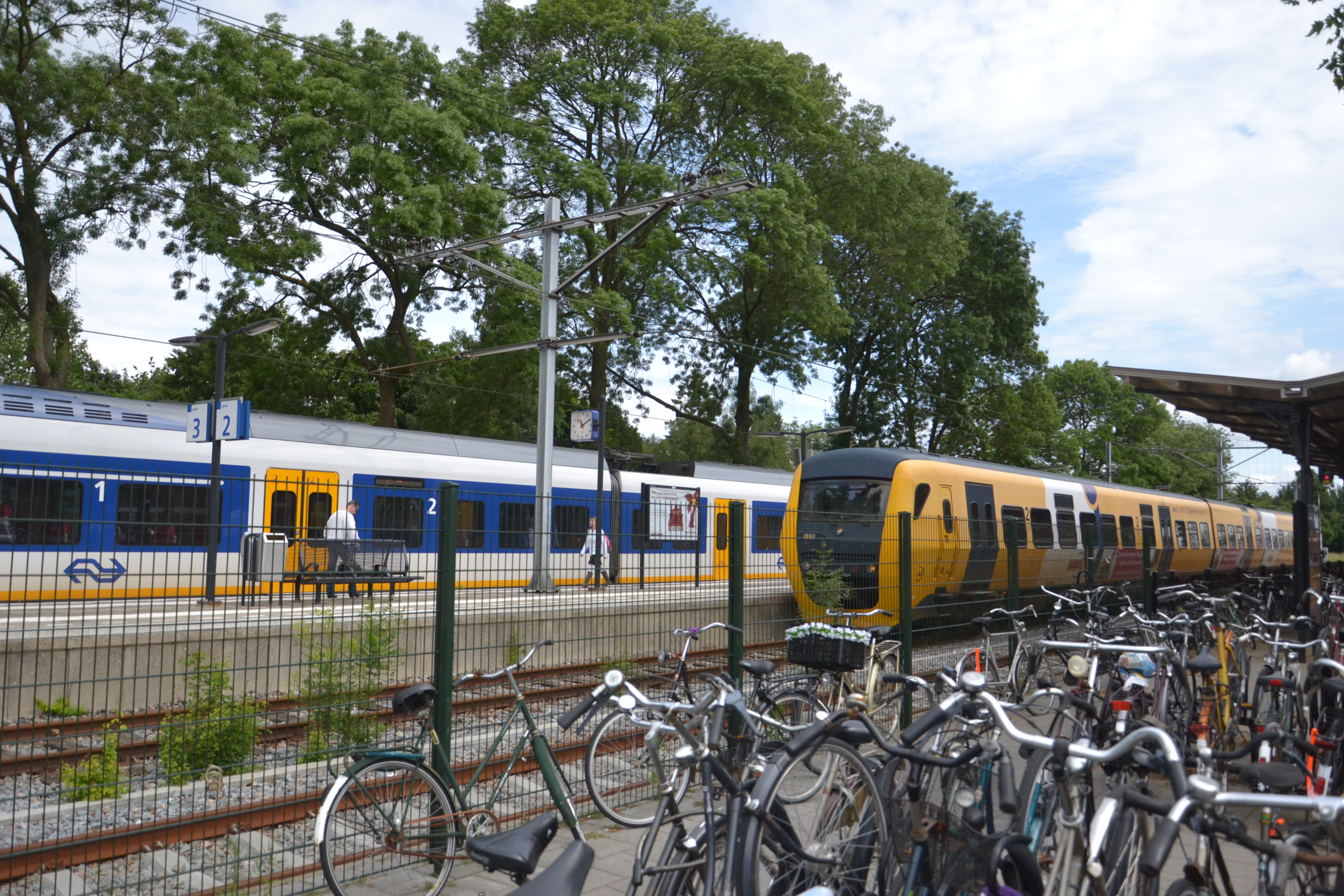
NS en Syntus ontmoetten elkaar op het station.

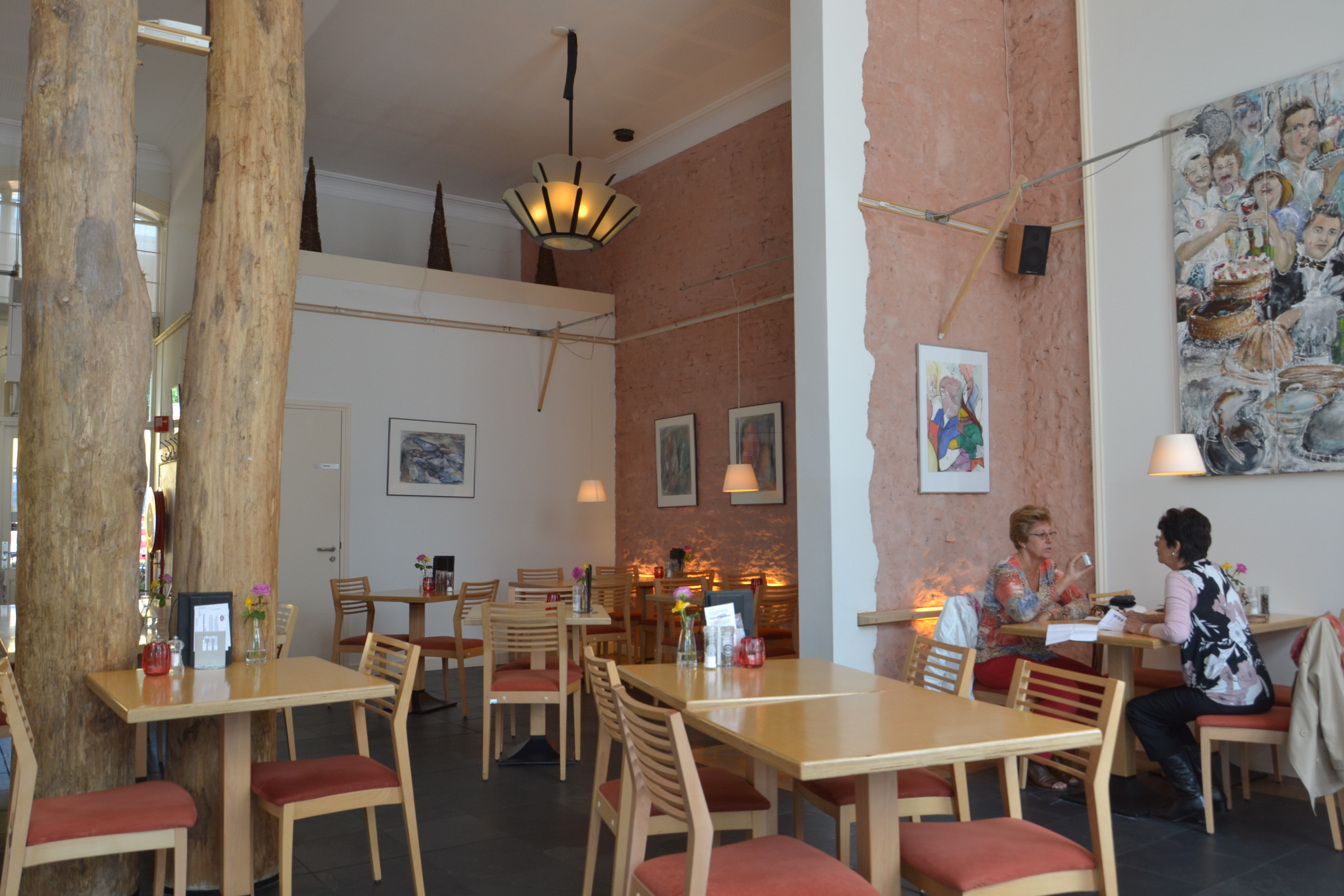
Interieur stationsgebouw (Restaurant Buitensporig).

In 2001 werd het gasbedrijf in Tiel verkocht. De 10 miljoen gulden (€ 4,5 miljoen) die het opbracht, werd voor een uniek initiatief gebruikt. Inwoners van Tiel konden projectvoorstellen indienen die gekozen konden worden door de Tielse bevolking. Een van deze projecten was het opstellen van een masterplan voor het verwaarloosde stationsgebied. De voormalige sukadefabriek en evenementenhal (Jomandahal) zijn niet naar ieders smaak en de fabriek is vervallen. Het initiatief van de SIST (Stichting Invulling Stationsgebied Tiel) werd omarmd. Drie jaar later presenteerde deze stichting haar masterplan. Dit werd echter als onhaalbaar afgewezen.
De gemeente heeft daarop een masterplan voor het station opgesteld. Het heeft zowel aan de noord- als de zuidkant van het spoor een metamorfose ondergaan. Voorheen moest men een omweg maken om van de fietsenstalling naar de kaartautomaten en het perron te komen. Dit is een gevolg van de eerdere perronverlenging die enkel in oostwaartse richting gerealiseerd kon worden.
De reconstructie is eind 2006 gestart met het kappen van een aantal bomen en de sloop van de overdekte fietsenstalling aan de noordzijde. Ter vervanging hiervan zijn fietsklemmen geplaatst op een gedeelte van de oude parkeerplaats. De fietsenstalling bevindt zich direct naast de overweg naar de perrons en het stationsgebouw.
In verband met het tijdelijke verlies aan parkeerplaatsen aan de noordzijde is aan de zuidzijde, de kant van het stationsgebouw, een extra parkeerterrein ingericht. Op de plaats van het busstation, tegenover de Evenementenhal, is de parkeercapaciteit uitgebreid. De bewaakte fietsenstalling is oostwaarts verplaatst om ruimte te maken voor het nieuwe busstation. Op het Stationsplein is een soort pleintje in het verlengde van de overweg ontstaan. Aan en binnen het stationsgebouw is niets veranderd.

## Treinen
Sinds de Betuwelijn sinds 1978 vanuit het westen tot aan Tiel bovenleiding heeft, moeten doorgaande reizigers in Tiel overstappen van een elektrische op een dieseltrein. De treindiensten sluiten op elkaar aan en hebben beide hun eindpunt langs hetzelfde eilandperron. Op 9 december 2012 nam Arriva de exploitatie van de lijn Arnhem – Elst – Tiel over van Syntus.
De volgende treinseries stoppen te station Tiel:
| Serie       | Treinsoort         | Route                                                                                | Bijzonderheden                                                                                          |
| ----------- | ------------------ | ------------------------------------------------------------------------------------ | --- |
| 6700        | Sprinter (NS)      | Leiden Centraal – Alphen a/d Rijn – Woerden – Utrecht Centraal – Geldermalsen – Tiel | Rijdt alleen na 18:00 uur en van vrijdag t/m zondag. Rijdt non-stop tussen Woerden en Utrecht Centraal. |
| 16700       | Sprinter (NS)      | Utrecht Centraal – Geldermalsen – Tiel                                               | Rijdt enkel eenmaal halverwege de dinsdag- en zondagavond en alleen richting Tiel.                      |
| 6900        | Sprinter (NS)      | Den Haag Centraal – Gouda – Utrecht Centraal – Geldermalsen – Tiel                   | Rijdt alleen van maandag t/m donderdag tot 18:00 uur.                                                   |
| 31100 RS 33 | Stoptrein (Arriva) | Arnhem Centraal – Elst – Tiel                                                        | Stopt niet te Arnhem Zuid.                                                                              |

## Overig openbaar vervoer
Het station in Tiel wordt bediend door diverse buslijnen van Arriva in de concessie Achterhoek-Rivierenland. De volgende buslijnen doen het station aan:
- 42: Station Tiel - Beneden-Leeuwen - Boven-Leeuwen - Druten Busstation (na Druten verder richting station Nijmegen als lijn 85, i.s.m. Hermes (Breng))
- 44: Station Tiel - Maurik - Eck en Wiel - Ingen - Ommeren - Lienden - Kesteren - Rhenen - Station Rhenen - Wageningen Busstation
- 45: Station Tiel - Echteld - IJzendoorn - Ochten - Kesteren - Rhenen - Station Rhenen - Wageningen Busstation
- 46: Station Tiel Passewaaij - Station Tiel - Buren - Zoelmond - Station Culemborg
- 244: Station Tiel - Zoelen Parkstraat (belbus)
- 245: Station Tiel - Tiel De Lok (belbus)
- 248: Station Tiel - Ophemert - Varik - Heesselt - Opijnen - Neerijnen - Waardenburg - Station Zaltbommel (buurtbus)
- 543: Station Tiel - Station Geldermalsen
- 648: Station Zaltbommel → Waardenburg → Neerijnen → Opijnen → Heesselt → Varik → Ophemert → Station Tiel → Tiel ROC Rivor (schoolbus)
- 840: Station Tiel → Erichem → Buren → Asch → Zoelmond → Beusichem → Ravenswaaij → Rijswijk → Maurik → Eck en Wiel → Ingen → Ommeren → Lienden → Echteld → Station Tiel

Lijn 42 wordt gezamenlijk gereden door Arriva en Hermes (Breng). Lijnen 44 t/m 46 wordt deels door Juijn gereden in opdracht van Arriva.

## Ontwikkeling aantal reizigers
Het aantal door NS vervoerde reizigers (per gemiddelde werkdag) ontwikkelde zich sedert 2019 als volgt:
| Jaar | Aantal reizigers |
| ---- | ---------------- |
| 2019 | 3.404            |
| 2020 | 1.684            |
| 2021 | 1.900            |
| 2022 | 2.461            |
| 2023 | 2.863            |
| 2024 | 2.891            |

0: Elst ·
1: Vork ·
6: Valburg ·
11: Zetten-Andelst ·
15: Hemmen-Dodewaard ·
17: Opheusden ·
21: Kesteren ·
25: Schaapsteeg ·
27: Echteld ·
33: Tiel ·
35: Tiel Passewaaij ·
37: Wadenoijen ·
41: Utrechtsche Straatweg ·
45: Geldermalsen ·
51: Beesd ·
55: Rhenoy ·
58: Leerdam ·
66: Arkel ·
Gorinchem Noord ·
71: Gorinchem ·
73: Schelluinen ·
75: Giessen-Nieuwkerk ·
77: Boven Hardinxveld ·
78: Hardinxveld-Giessendam (1885) ·
79: Hardinxveld-Giessendam (1957) ·
80: Gasfabriek ·
Hardinxveld Blauwe Zoom ·
84: Sliedrecht ·
86: (Sliedrecht) Baanhoek ·
87: Sliedrecht Baanhoek ·
90: 't Visschertje ·
91: Dordrecht Stadspolders ·
94: Dordrecht
Huidige stations:
Aalten ·
Apeldoorn · 
-De Maten · 
-Osseveld ·
Arnhem:
-Centraal · 
-Presikhaaf · 
-Velperpoort · 
-Zuid ·
Barneveld:
-Centrum · 
-Noord ·
-Zuid ·
Beesd ·
Brummen ·
Culemborg ·
Didam ·
Dieren ·
Doetinchem · 
-De Huet · 
Duiven ·
Ede:
-Centrum ·
-Wageningen ·
Elst ·
Ermelo ·
Gaanderen · 
Geldermalsen ·
't Harde ·
Harderwijk ·
Hemmen-Dodewaard ·
Kesteren ·
Klarenbeek ·
Lichtenvoorde-Groenlo ·
Lochem ·
Lunteren ·
Nijkerk ·
Nijmegen · 
-Dukenburg · 
-Goffert · 
-Heyendaal · 
-Lent ·
Nunspeet · 
Oosterbeek ·
Opheusden ·
Putten ·
Rheden ·
Ruurlo ·
Terborg ·
Tiel · 
-Passewaaij ·
Twello · 
Varsseveld · 
Veenendaal-De Klomp · 
Velp · 
Voorst-Empe · 
Vorden · 
Wehl ·
Westervoort · 
Wezep · 
Wijchen ·
Winterswijk · 
-West · 
Wolfheze · 
Zaltbommel · 
Zetten-Andelst · 
Zevenaar · 
Zutphen
Voormalige stations: lijst van voormalige spoorwegstations in Gelderland